# 澳門領事機構列表

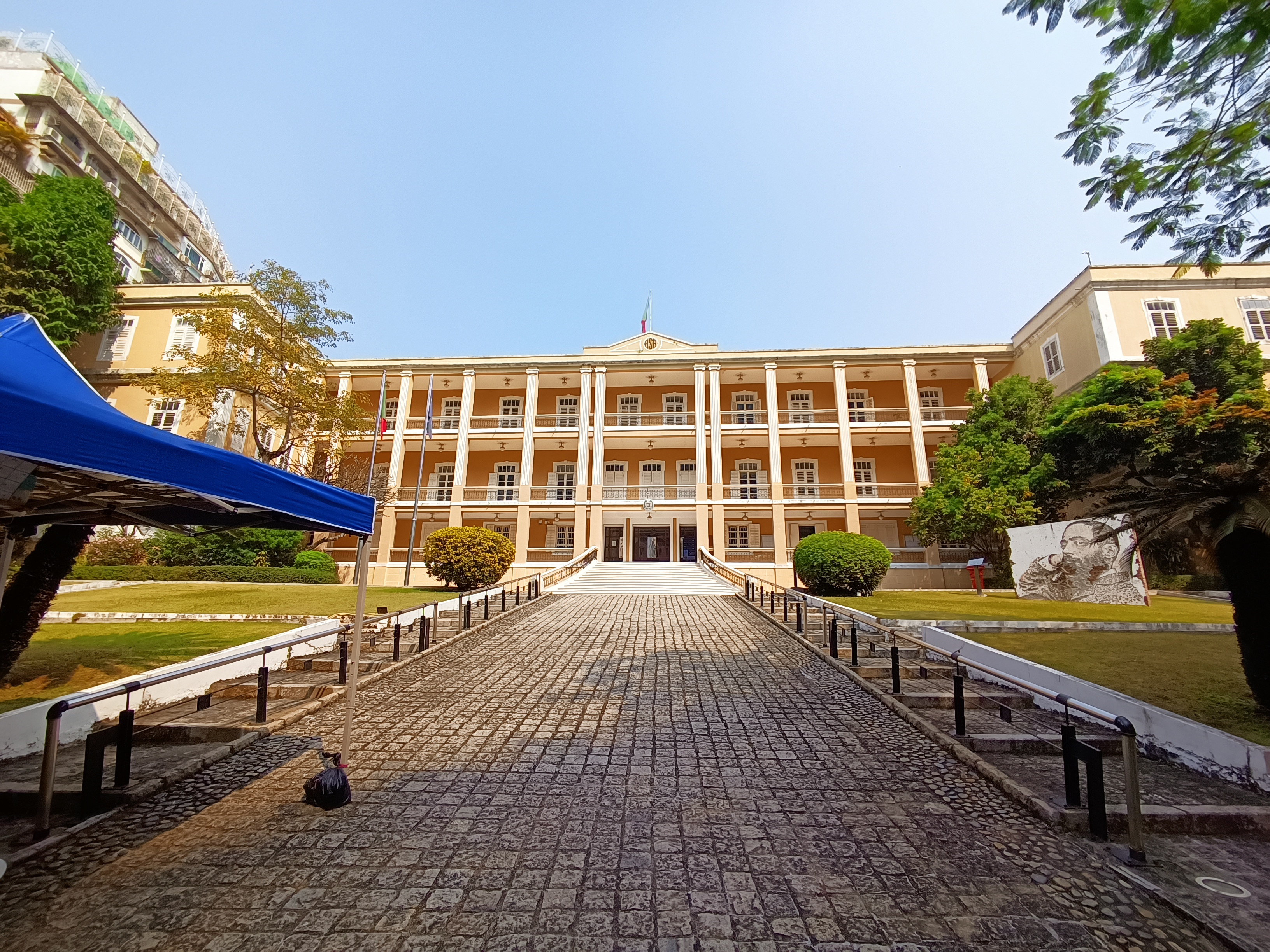
葡萄牙駐澳門及香港總領事館

駐澳門領事機構目前總共有10個，其中有4間總領事館、4間名譽領事館和2所官方認可代表機構。
香港特別行政區亦有60間總領事館和17間名譽領事館領區包括澳門，因此澳門的4間名譽領事館之中有兩間由香港總領事館所轄。
不過，葡萄牙駐香港名譽領事館反而由葡萄牙駐澳門總領事館所轄。這是因為澳門原先属於葡萄牙的殖民地。且目前駐澳門的4間總領事館中，除了菲律賓，其他國家均屬於葡語系國家。

## 歷史
澳門為葡萄牙殖民地時期，美國、巴西、奥匈帝国、比利时、德意志帝国、荷兰、大英帝国、法国、暹罗、日本及意大利等國曾在澳門開設領事館，後來均關閉。二戰時期，由1941年6月至1946年8月任英國駐澳門領事的約翰‧鮑威爾‧里夫斯（John Pownall Reeves）在英屬香港被日本占領之後留在澳門，由於葡萄牙二戰時中立，保護了9000名英國公民逃離日佔香港。
韓國曾於1984年7月28日起在澳門建有總領事館，後來在澳門回歸前關閉，改由韓國駐香港总領事館兼轄澳門相關事務。
2007年11月9日在漁人碼頭會展中心舉行慶祝安哥拉共和國獨立三十二周年之際，安哥拉駐澳總領事館正式開幕並投入運作。
2006年菲律賓外交部副部長埃佈達林表示，菲計劃在澳門開設領事館，因為菲律賓與澳門的貿易往來和在澳工作的菲律賓人日益增加，加上澳門、菲律賓及東帝汶皆是亞洲三個信奉天主教的國家 (早年分別由西班牙及葡萄牙殖民過近333-442年)。2008年菲律賓駐澳總領事維克托（Jaime Victor B. Ledda）訪問澳門立法會主席曹其真。維克托於會後表示，由於居澳的菲律賓人數量增多，以往駐港的領事館已不敷應用，故新設立駐澳領事館處理有關事宜。
莫桑比克共和國駐澳領事館於2014年10月24日，在澳門旅遊塔舉行開館儀式。

## 總領事館
| 国家名称 | 領事轄區           | 保留∕设立总领馆协议日期       | 开馆时间       | 备注     |
| -------- | ------------------ | ----------------------------- | -------------- | -------- |
| 安哥拉   | 澳门               | 2006年7月26日                 | 2007年11月9日  |          |
| 莫桑比克 | 澳门               | 1999年4月12日 2014年3月31日   | 2014年10月24日 | [ 註 1 ] |
| 菲律賓   | 澳门               | 2000年9月25日                 | 2009年8月28日  | [ 註 2 ] |
| 葡萄牙   | 澳门、香港（扩领） | 1999年7月28日、2003年10月15日 | 1999年12月18日 | [ 23 ]   |

## 名譽領事館
| 国家名称 | 领区 | 保留/委派名誉领事协议日期 | 备注     |
| -------- | ---- | ------------------------- | -------- |
| 不丹     | 澳门 | 2000年1月12日             | 暂停委派 |
|          | 澳门 | 2000年10月11日            | 暂停委派 |
| 爱沙尼亚 | 澳门 | 1999年8月25日             |          |
| 法國     | 澳门 | 1999年12月14日            | 暂停委派 |
| 格瑞那達 | 澳门 | 2005年4月26日             | 暂停委派 |
| 几内亚   | 澳门 | 1999年5月24日             | 暂停委派 |
|          | 澳门 | 1999年11月22日            | 暂停委派 |
|          | 澳门 | 1999年3月18日             | 暂停委派 |
| 尼日尔   | 澳门 | 2002年7月3日              | 暂停委派 |
| 秘魯     | 澳门 | 1999年11月26日            | [ 註 3 ] |
| 苏里南   | 澳门 | 1999年11月25日            | 暂停委派 |
| 坦桑尼亚 | 澳门 | 2020年5月18日             |          |
| 东帝汶   | 澳门 | -                         | 未获承认 |
| 英国     | 澳门 | 1999年10月29日            | [ 註 4 ] |

## 官方認可代表機構
- 颱風委員會秘書處
- 聯合國難民事務高級專員署香港辦事處（兼驻澳门）
- 聯合國大學國際軟件技術研究所

## 駐香港領事機構兼辖

### 總領事館
| 国家名称       | 扩领至澳门协议日期 | 备注     |
| -------------- | ------------------ | -------- |
| 安地卡及巴布達 | 1998年6月19日      | 尚未开馆 |
| 阿根廷         | 1999年6月17日      |          |
|                | 1999年9月8日       |          |
| 奥地利         | 1997年6月20日      |          |
|                | 1997年1月29日      |          |
| 白俄羅斯       | 2021年12月28日     |          |
| 比利时         | 1997年2月3日       |          |
| 巴西           | 1999年12月15日     |          |
|                | 2006年7月14日      |          |
| 柬埔寨         | 2002年2月22日      |          |
| 加拿大         | 1996年9月19日      |          |
| 智利           | 1998年5月6日       |          |
| 哥伦比亚       | 1999年12月17日     |          |
| 捷克           | 1997年6月27日      |          |
| 丹麦           | 1997年6月6日       | 已闭馆   |
|                | 2019年6月20日      |          |
| 埃及           | 2000年3月31日      |          |
| 芬兰           | 1996年12月9日      |          |
| 法國           | 1997年5月15日      |          |
| 德国           | 1997年6月23日      |          |
| 希腊           | 1999年11月18日     | 暂时闭馆 |
| 匈牙利         | 1998年5月19日      |          |
| 印度           | 1996年11月29日     |          |
| 印度尼西亞     | 2008年3月17日      |          |
| 伊朗           | 2005年11月28日     |          |
| 爱尔兰         | 2014年6月19日      |          |
| 以色列         | 1997年2月4日       |          |
| 義大利         | 1997年6月5日       |          |
| 日本           | 1997年3月29日      |          |
|                | 2003年7月2日       |          |
| 科威特         | 2007年2月27日      |          |
|                | 1999年4月30日      |          |
| 马来西亚       | 1997年5月14日      |          |
| 墨西哥         | 1999年10月29日     |          |
| 蒙古国         | 2011年2月24日      |          |
| 緬甸           | 2000年6月2日       |          |
| 尼泊尔         | 2001年2月6日       |          |
| 荷蘭           | 1996年11月12日     |          |
| 新西兰         | 1997年1月22日      |          |
| 奈及利亞       | 1997年4月28日      |          |
| 巴基斯坦       | 1999年6月28日      |          |
| 巴拿马         | 2018年11月9日      |          |
| 秘魯           | 1999年11月26日     |          |
| 波蘭           | 1997年5月19日      |          |
|                | 2013年7月10日      |          |
|                | 1997年4月24日      |          |
| 羅馬尼亞       | 2003年8月11日      |          |
| 俄羅斯         | 1997年6月27日      |          |
| 沙烏地阿拉伯   | 1998年4月29日      |          |
| 新加坡         | 2008年1月21日      |          |
| 南非           | 1999年6月7日       |          |
| 西班牙         | 1997年6月18日      |          |
| 瑞典           | 1996年11月3日      |          |
| 瑞士           | 1997年4月11日      |          |
| 泰國           | 1997年4月2日       |          |
| 土耳其         | 1997年5月8日       |          |
| 英国           | 1999年10月29日     |          |
| 美国           | 1997年3月25日      |          |
| 乌拉圭         | 2003年8月8日       |          |
|                | 2020年9月4日       |          |
| 委內瑞拉       | 1999年10月11日     |          |
| 越南           | 2003年5月16日      |          |
| 辛巴威         | 2008年5月31日      |          |
| 欧盟           | 1997年6月29日      |          |

### 名譽領事館
| 国家名称   | 扩领至澳门协议日期 | 备注     |
| ---------- | ------------------ | -------- |
|            | 2013年6月8日       | 暂停委派 |
| 賽普勒斯   | 2009年9月25日      |          |
|            | 2005年8月10日      |          |
| 衣索比亞   | 2002年6月18日      |          |
| 冰島       | 2009年9月14日      |          |
|            | 2003年12月9日      |          |
| 立陶宛     | 2008年9月3日       |          |
| 馬爾地夫   | 2009年5月21日      |          |
| 摩洛哥     | 2011年6月2日       |          |
| 纳米比亚   | 2000年8月18日      |          |
| 挪威       | 2003年9月10日      |          |
| 卢旺达     | 2000年7月26日      |          |
| 圣马力诺   | 2010年8月1日       |          |
| 塞舌尔     | 2009年3月6日       |          |
| 斯洛伐克   | 2011年9月30日      |          |
| 斯洛維尼亞 | 2006年1月12日      |          |
| 斯里蘭卡   | 2004年8月4日       |          |
| 苏丹       | 2009年3月10日      |          |

## 無領事機構國家
以下國家已有駐中華人民共和國的外交代表機構，目前沒有駐澳門或香港的外交代表機構，但曾經提議過建立領事館：
- 安地卡及巴布達[38]
- 亞美尼亞[39]
- 布吉納法索

## 驻其他国家外交代表機構兼辖
以下國家承認中華民國代表中國，未有駐中華人民共和國的外交代表機構，但在其他國家設置兼駐澳門的外交機構：
- 巴拉圭（東京）[40]

## 與中華人民共和國中央人民政府關係

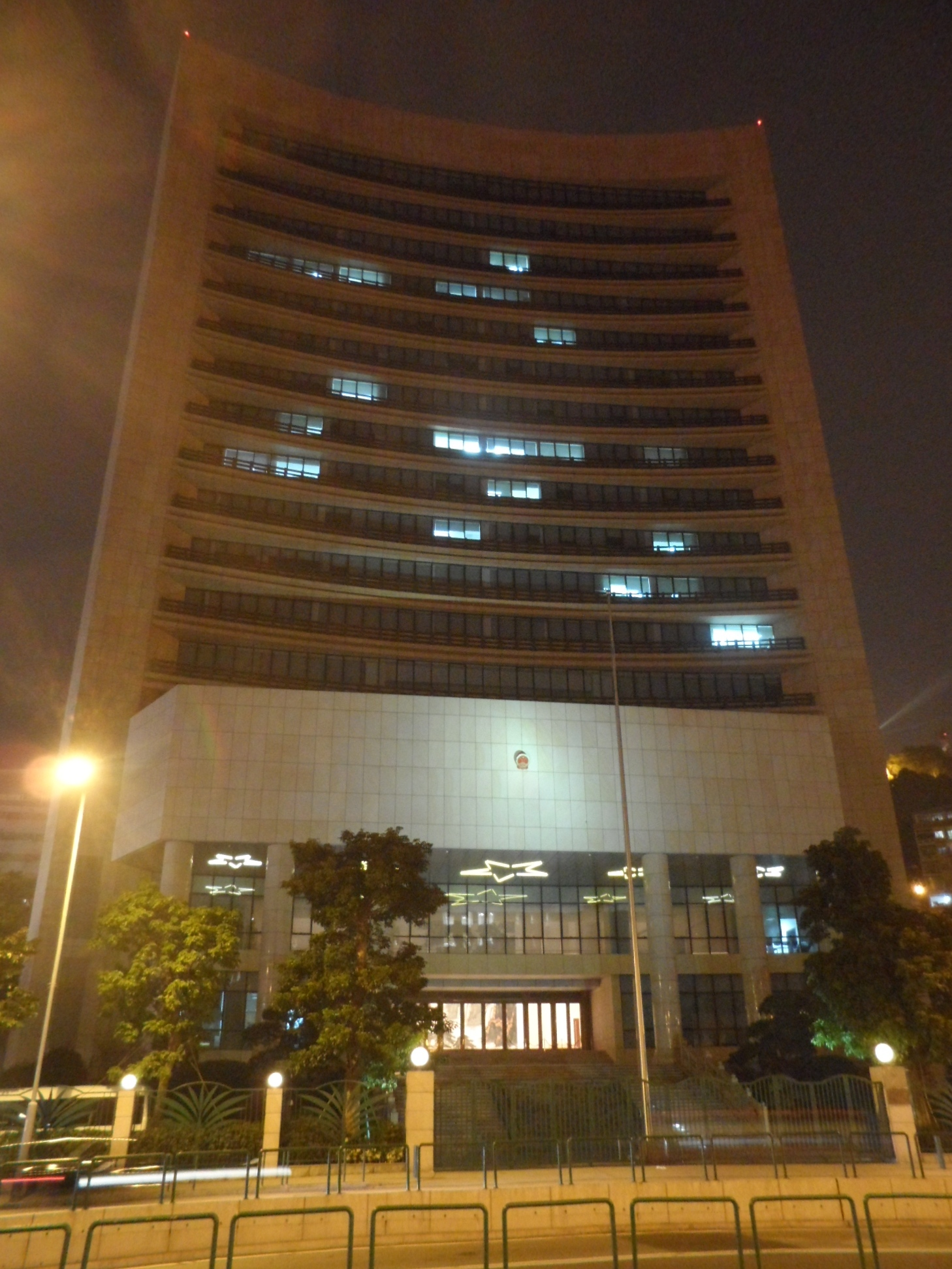
中央人民政府駐澳門特別行政區聯絡辦公室

中央人民政府駐澳門特別行政區聯絡辦公室是中華人民共和國中央政府駐澳門的代表處，1987年9月21日以新華通訊社之名建立，2000年1月18日取現名。

## 與台灣關係

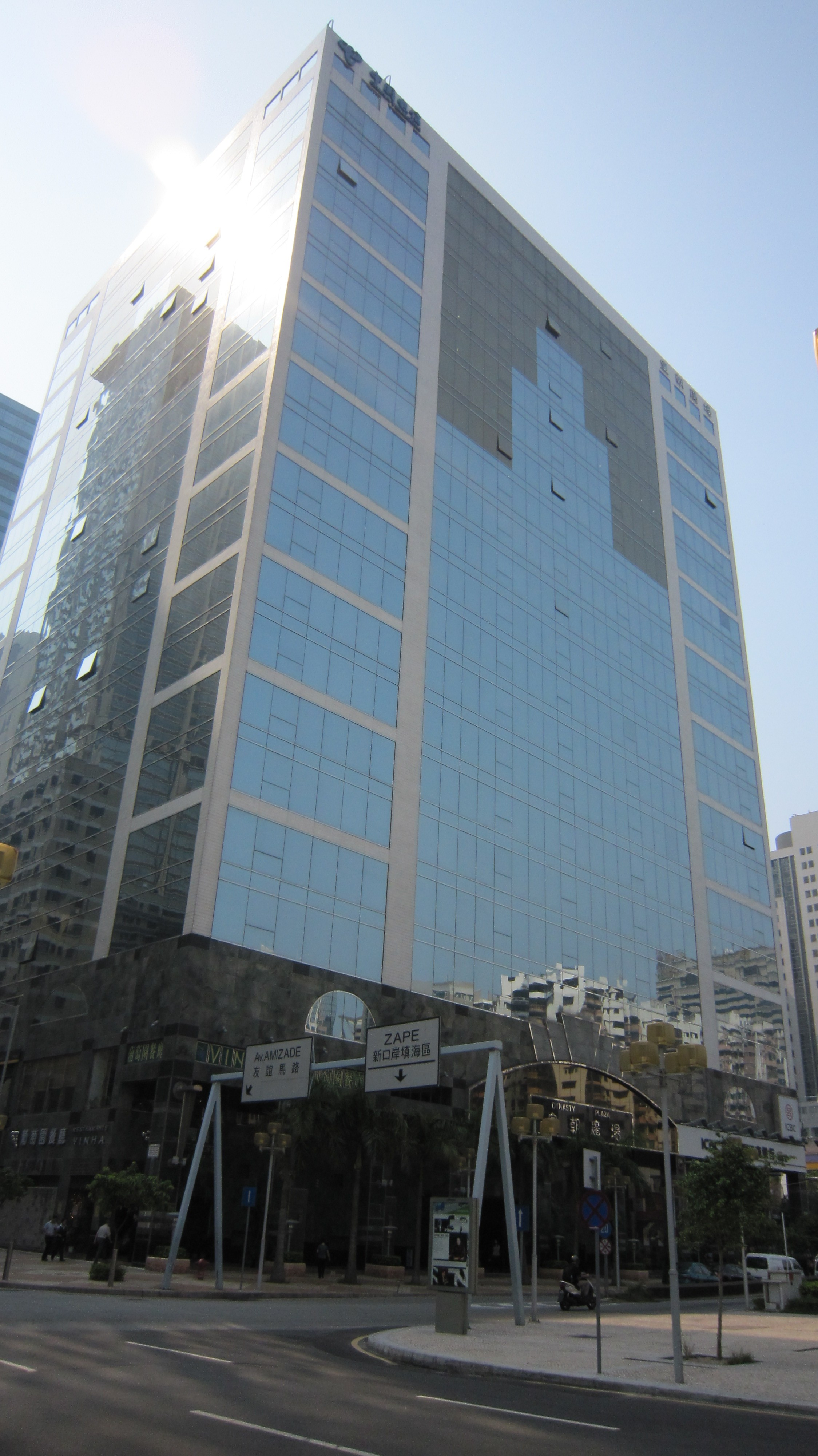
臺北經濟文化辦事處位於皇朝廣場

臺北經濟文化辦事處，1989年至2011年稱為臺北經濟文化中心，2011年取現名。是台灣駐澳門的代表機構。

## 脚注
1. ↑  1999年澳门回归时，莫桑比克保留驻澳门名誉领事馆。2014年3月31日，中莫两国达成协议，莫桑比克设立驻澳门总领事馆。10月24日，总领事馆正式开馆。
2. ↑  1999年澳门回归后，菲律宾驻香港总领事馆获准在澳门执行领事职务[18]。2000年，达成设立驻澳门总领事馆的协议。2004年，因驻澳门总领事馆暂未成立，菲律宾驻香港总领事馆暂时恢复在澳门执行领事职务[19]。2009年8月，驻澳门总领事馆开馆。
3. ↑  由秘鲁驻香港总领事馆管辖
4. ↑  由英国驻香港总领事馆管辖

## 外部連結
- (PDF).   [2023-03-31]. （原始内容存档 (PDF)于2023-03-31）.